# التعذيب خلال الحرب الفلسطينية الإسرائيلية
خلال الحرب الفلسطينية الإسرائيلية، أفادت الأمم المتحدة ومنظمة هيومن رايتس ووتش ومنظمة العفو الدولية والعديد من المنظمات الإسرائيلية غير الربحية عن التعذيب المنهجي للفلسطينيين على يد جيش الاحتلال إسرائيلي. وقد اتُهمت إسرائيل بارتكاب أعمال عنف جنسي ضد المعتقلين الفلسطينيين من الذكور والإناث، فضلاً عن تعذيب موظفي الأمم المتحدة من أجل انتزاع اعترافات قسرية. ووردت تقارير أخرى عن تعذيب إسرائيلي للمسلحين المتهمين. رداً على ذلك، ذكر مسؤولو الشاباك أنهم يجرون استجوابات عسكرية ضمن الإطار القانوني الإسرائيلي، الذي يسمح بالتعذيب فقط في ظل ظروف محددة.

## خلفية
أفادت التقارير أن التعذيب وسوء المعاملة والعنف الجنسي ضد الفلسطينيين المعتقلين على يد القوات الإسرائيلية، كان سائداً لسنوات قبل هجمات 7 أكتوبر/تشرين الأول وغزو غزة، مع توثيق سجلته اللجنة العامة لمناهضة التعذيب في إسرائيل ومنظمة العفو الدولية. وكان هناك عنف جنسي واسع النطاق ضد المعتقلين والمعتقلات، وأبرزها حالة زعيم حركة أمل اللبنانية المسجون مصطفى الديراني الذي رفع دعوى قضائية ضد إسرائيل بدعوى الاغتصاب.

## تقارير عن التعذيب الإسرائيلي
أبلغ الأطباء عن تعرض السجناء للإذلال والضرب والإجبار على الركوع لساعات. وأفاد أحد الرجال المفرج عنهم من الشجاعية بمدينة غزة عن تعرضه للضرب، قائلاً إن جندية إسرائيلية كانت تضرب رجلاً يبلغ من العمر 72 عامًا. وذكر آخر أن الجنود أجبروا المعتقلين على النباح مثل الكلاب. وذكر رجل آخر يبلغ من العمر 20 عاماً، محتجز من الضفة الغربية، أنه عُصبت عيناه، وضُرب، وأحرق بسيجارة، وعومل "مثل الحيوان". ووصف ثلاثة أشقاء معتقلين من قطاع غزة معاملة مماثلة في السجون الإسرائيلية، قائلين إنهم تعرضوا للضرب، وتجريدهم من ملابسهم الداخلية، والحرق بالسجائر. وقال أحد المفرج عنهم: "لقد سمحوا للكلاب بالتبول علينا ودفعوا الرمال علينا، وهددونا بإطلاق النار علينا".
ووصف آخرون التعذيب الجسدي والنفسي. وأفاد خمسة رجال أنهم تعرضوا للتعذيب على مدى عشر ساعات، بما في ذلك الضرب والغمر في الماء البارد. وذكر أحد الرجال أن السجناء الفلسطينيين "يتعرضون للتعذيب بلا هوادة". وذكر أن المعتقلين تعرضوا للتجويع لمدة ثلاثة أيام. وفي تقرير لوزارة شؤون الأسرى والمحررين قال أحد المعتقلين: "سمعت صوت معتقلين يتعرضون للتعذيب والضرب، كما يتعرضون للشتم من قبل الجنود".

### تقارير من المنظمات غير الحكومية

#### منظمة العفو الدولية
في 8 نوفمبر/تشرين الثاني، نشرت منظمة العفو الدولية تقريراً عن حالات التعذيب والمعاملة المهينة على يد السلطات الإسرائيلية، والتي وصفتها بأنها "مرعبة" و"شنيعة" و"عرض علني مروع بشكل خاص للتعذيب والإذلال للمعتقلين الفلسطينيين". صرحت الأمينة العامة لمنظمة العفو الدولية، أنييس كالامارد، أن "الاعتقال التعسفي والتعذيب وغيره من ضروب سوء المعاملة يعتبر جرائم حرب عندما ترتكب ضد أشخاص في الأراضي المحتلة".

#### الأمم المتحدة
ودعا مكتب الأمم المتحدة لحقوق الإنسان في الأراضي الفلسطينية المحتلة إلى إجراء تحقيق في مزاعم التعذيب. وقال المكتب في بيان له: "إن الارتفاع الهائل في عدد الفلسطينيين المعتقلين والمحتجزين، وعدد التقارير عن سوء المعاملة والإهانة التي تعرض لها المحتجزون، والتقارير عن عدم الالتزام بالإجراءات القانونية الواجبة، تثير تساؤلات جدية حول امتثال إسرائيل للقانون الدولي الإنساني والقانون الدولي لحقوق الإنسان". في 19 يناير/كانون الثاني 2024، ذكر مكتب حقوق الإنسان أنه أجرى مقابلات مع معتقلين "وصفوا تعرضهم للضرب والإهانة وسوء المعاملة، وما قد يصل إلى حد التعذيب... بما يتوافق مع التقارير التي جمعها مكتبنا، واعتقال الفلسطينيين على نطاق واسع". في 19 يناير/كانون الثاني 2024، صرح أجيث سونغاي، مسؤول مكتب حقوق الإنسان: "هناك تقارير عن رجال أطلق سراحهم لاحقًا ولكن فقط بالحفاضات دون أي ملابس مناسبة في طقس بارد".
وفي مارس 2024، أفاد تقرير للأونروا عن حالات تعذيب "لا حصر لها" موثقة في السجون الإسرائيلية، بما في ذلك الضرب والاعتداء الجنسي. وذكرت الأمم المتحدة أن إسرائيل قامت بتعذيب مساجينها لانتزاع اعترافات قسرية. وفي تقرير صدر في أبريل/نيسان 2024، ذكرت الأونروا أن "الضحايا الذكور أبلغوا عن تعرضهم للضرب على أعضائهم التناسلية، في حين أفاد أحد المحتجزين بأنه أجبر على الجلوس على مسبار كهربائي".

#### المنظمات غير الحكومية الإسرائيلية
ذكرت جمعية مناهضة التعذيب في السجون الإسرائيلية (PCATI) أن هناك "أدلة كثيرة على حالات العنف والمعاملة القاسية والمهينة من قبل حراس السجون"، ودعت إلى إجراء تحقيق في وفاة المعتقلين في السجون الإسرائيلية. وذكرت الجمعية أنها وثقت تسع حالات تعذيب واضحة، بما في ذلك العنف الجنسي. وأفادت مؤسسة الضمير أن السجناء ظلوا معصوبي الأعين ومقيدي الأيدي أثناء احتجازهم، وكان الناس يُقتلون في معسكرات الجيش. وذكرت أيضاً أن "الإحصائيات والشهادات الموثقة من الأطفال المعتقلين تشير إلى أن غالبية الأطفال المعتقلين تعرضوا لشكل أو أكثر من أشكال التعذيب الجسدي والنفسي". وأفاد مركز عدالة: "إننا نشهد بالفعل استخدامًا واسع النطاق ومنهجيًا للعديد والعديد من الأدوات من أجل ممارسة التعذيب وسوء المعاملة على الفلسطينيين".

#### هيومن رايتس ووتش
في 3 يناير/كانون الثاني 2024، أفادت منظمة هيومن رايتس ووتش أن العمال الفلسطينيين من غزة المحتجزين في إسرائيل منذ 7 أكتوبر/تشرين الأول قد صوروا وهم عراة، وهاجمتهم الكلاب، وسحلوا على وجوههم على الحصى.

### تقارير أخرى
وذكر المرصد الأورومتوسطي لحقوق الإنسان في تقرير حول مزاعم التعذيب في السجون الإسرائيلية، أن السجناء يعاملون كالحيوانات. ووجدت صحيفة وول ستريت جورنال أن المعتقلين تعرضوا لإيذاء نفسي وجسدي، بما في ذلك الضرب أثناء الاستجواب. وصرحت هيئة شؤون الأسرى والمحررين أن السجناء والمعتقلين تعرضوا للمنع من الخروج، ومصادرة ممتلكاتهم، وتقليل الطعام، والتعذيب والضرب، والحرمان من الرعاية الطبية من قبل السلطات الإسرائيلية. وتضمن تقرير الحركة الدولية للدفاع عن الأطفال شهادة طفل مسجون قال: "تعرض حوالي 18 طفلاً للضرب المبرح، وهم يصرخون من الألم، ورأيت كلاب الشرطة تهاجمهم، وكانوا ينزفون من الفم والرأس".
وفي ديسمبر/كانون الأول 2023، ذكرت صحيفة نيويورك تايمز أن إسرائيل استجوبت الطواقم الطبية في غزة تحت الإكراه. وذكرت وزارة الصحة في غزة بالمثل أن الاستجوابات الإسرائيلية لموظفي المستشفى أجريت "تحت الإكراه". وفي أعقاب التقارير عن الاعتداء الجسدي والنفسي على مروان البرغوثي، طلبت وزارة الخارجية الأمريكية من إسرائيل "إجراء تحقيق شامل وشفاف في الادعاءات الموثوقة المتعلقة بأي تجاوزات أو انتهاكات وضمان المحاسبة عليها". وفي رسالة إلى النائب العام الإسرائيلي، ذكر طبيب متمركز في مستشفى ميداني إسرائيلي للفلسطينيين المعتقلين أن "السجناء يأكلون القش، ويتبرزون في الحفاضات، ومقيدين بشكل مستمر، مما ينتهك أخلاقيات الطب والقانون".
في مايو 2024، ذكرت موظفة في المؤسسة الألمانية للتعاون الدولي أنها تعرضت للضرب والمعاملة السيئة في السجون الإسرائيلية.

### منشورات على وسائل التواصل الاجتماعي
تظهر مقاطع الفيديو المنشورة على وسائل التواصل الاجتماعي جنودًا من الجيش الإسرائيلي وهم يُخضعون المعتقلين الفلسطينيين للإيذاء الجسدي والجنسي واللفظي. ونُشر أحد مقاطع الفيديو هذه في حوالي 31 أكتوبر/تشرين الأول، وأظهر مجموعة من الرجال الفلسطينيين معصوبي الأعين ومقيدي الأيدي والأقدام، وأغلبهم مجردون من ملابسهم، ويتعرضون لاعتداءات جسدية على أيدي جنود من الجيش الإسرائيلي يرتدون الزي الرسمي. روت امرأة فلسطينية أنه بعد حوالي 30 دقيقة من اعتقال الجيش الإسرائيلي لزوجها، أُرسل لها رابط لمقطع فيديو على وسائل التواصل الاجتماعي، يصور زوجها في عهدة الجيش الإسرائيلي مقيدًا راكعًا أمام جندي يمكن سماعه وهو يصرخ بألفاظ بذيئة باللغة العربية أثناء ركله على بطنه.
في مجموعة تيليجرام التي أنشأت بعد هجمات 7 أكتوبر، من قبل قسم التأثير في الجيش الإسرائيلي وتضم أكثر من 10500 مشترك اعتبارًا من ديسمبر 2023، نشرت مقاطع فيديو لفلسطينيين يتعرضون للإهانة والسخرية بلغة تجردهم من إنسانيتهم. في أحد مقاطع الفيديو، يشوه رجلين فلسطينيين ليبدوا كالخنازير، مع تعليق يقول: "هنا نرى الأخوين القواسمي، ونحن على يقين من أن والدتهما (التي ربما حملت بهما مع شقيقها) فخورة جدًا بها، الصراصير الاثنين يلتقطون أنفاسهم".

## تعذيب موظفي الأمم المتحدة
وفقًا لتقرير الأونروا الصادر في فبراير 2024، قام المسؤولون الإسرائيليون باحتجاز وتعذيب موظفي الأمم المتحدة، وإجبارهم على التصريح كذبًا بأن موظفي الوكالة شاركوا في هجوم 7 أكتوبر. وجاءت مزاعم التعذيب من الموظفين الذين ذكروا أنهم أُجبروا على الإدلاء باعترافات تحت التعذيب وسوء المعاملة، بما في ذلك "الضرب والحرمان من النوم والاعتداء الجنسي والتهديد بالعنف الجنسي ضد الرجال والنساء على حد سواء" في السجون الإسرائيلية. وأفاد المعتقلون أنهم جُرِّدوا من ملابسهم حتى ملابسهم الداخلية وأُجبروا على التعري تماماً. ووجد التقرير أن موظفي الأمم المتحدة "تعرضوا لضغوط للإدلاء بتصريحات كاذبة ضد الوكالة، بما في ذلك أن الوكالة لها ارتباطات بحماس وأن موظفي الأونروا شاركوا في الفظائع التي وقعت في 7 أكتوبر 2023" من خلال الضرب والإيهام بالغرق والتهديدات لعائلاتهم.
وقال مدير الاتصالات في الأونروا في بيان له: "عندما تنتهي الحرب، لا بد من سلسلة من التحقيقات للنظر في كافة انتهاكات حقوق الإنسان". وذكر الجيش الإسرائيلي أنه يحقق في "شكاوى تتعلق بسلوك غير لائق".
ردًا على التقرير، أدانت المنظمة العالمية لمناهضة التعذيب إسرائيل، قائلة: "إن التعذيب واستخدام أي من هذه المعلومات ينتهك اتفاقية الأمم المتحدة لمناهضة التعذيب".

## تعذيب المسلحين أثناء الاستجواب
وقد أبلغ العديد من المعتقلين الفلسطينيين عن تعرضهم للتعذيب أثناء الاستجواب على يد القوات الإسرائيلية، الأمر الذي أثار قلقاً كبيراً بين جماعات حقوق الإنسان الدولية، مثل منظمة العفو الدولية. وقال أحد المعتقلين لمنظمة العفو الدولية إن المحققين الإسرائيليين ضربوه ضرباً مبرحاً، مما أدى إلى كسر ثلاثة من أضلاعه، وأمروا المعتقلين الفلسطينيين بـ "الثناء على إسرائيل ولعن حماس".
قامت وكالة أسوشيتد برس بتحليل ستة مقاطع فيديو للاستجواب نشرتها إسرائيل وقالت إن المسلحين ربما كانوا يتحدثون تحت الإكراه. وفي مقاطع الفيديو، يبدو المسلحون ملطخين بالدماء ويتألمون من الألم. وبالمثل، في 29 أكتوبر/تشرين الأول، ذكر مقال في جلوبال نيوز أن بعض مقاطع الفيديو التي تتضمن اعترافات لمقاتلي حماس ربما أنتجت تحت الإكراه. بالإضافة إلى ذلك، وجدت وكالة أسوشييتد برس أن مقطع فيديو الاعتراف الذي نشرته إسرائيل أظهر أن المسلح الأسير كان يتحدث "بشكل واضح تحت الإكراه".
وذكرت اللجنة العامة لمناهضة التعذيب في إسرائيل أن الشين بت يستخدم الحرارة والبرودة الشديدتين والحرمان من النوم وأوضاع مجهدة أثناء الاستجواب. في تحليل، ذكرت شبكة إن بي سي نيوز أنه في أحد مقاطع الفيديو الاعترافية، كان المسلح ملطخًا بالدماء على قميصه وكدمات على وجهه، والتي ذكرت إسرائيل أنها جاءت من أسره في الحرب. وفي نوفمبر 2023، أُطلق سراح رجل فلسطيني (تتهمه إسرائيل بأنه متشدد) كجزء من عملية تبادل الأسرى، وقال إن الجنود الإسرائيليين طلبوا منه مرارًا وتكرارًا الإدلاء باعترافات وكان هناك "مسدس موجه إلى وجهه".

## التفسيرات الإسرائيلية
في نوفمبر 2023، قال الشاباك إنهم أجروا استجوابات بموجب أطر قانونية صارمة، بهدف جمع الاعترافات والاستخبارات لاستخدامها الفوري والمستقبلي. وكانت أماكن الاستجواب، كما ورد، مكثفة، حيث كان المشتبه بهم في كثير من الأحيان مقيدين ومحتجزين في مرافق مرتجلة. واستشهدوا بحكم المحكمة العليا الإسرائيلية لعام 1999 الذي يحظر التعذيب باستثناء سيناريو "القنبلة الموقوتة".

## بيان مشترك
وفي أعقاب وفاة عدنان البرش، أصدر المركز الفلسطيني لحقوق الإنسان، ومؤسسة الضمير لرعاية الأسير وحقوق الإنسان، ومركز الميزان لحقوق الإنسان، ومؤسسة الحق بياناً مشتركاً يدعو المجتمع الدولي إلى اتخاذ "إجراء فوري وملموس" لضمان وصول التحقيقات إلى السجون الإسرائيلية.